# ハリントンジャケット

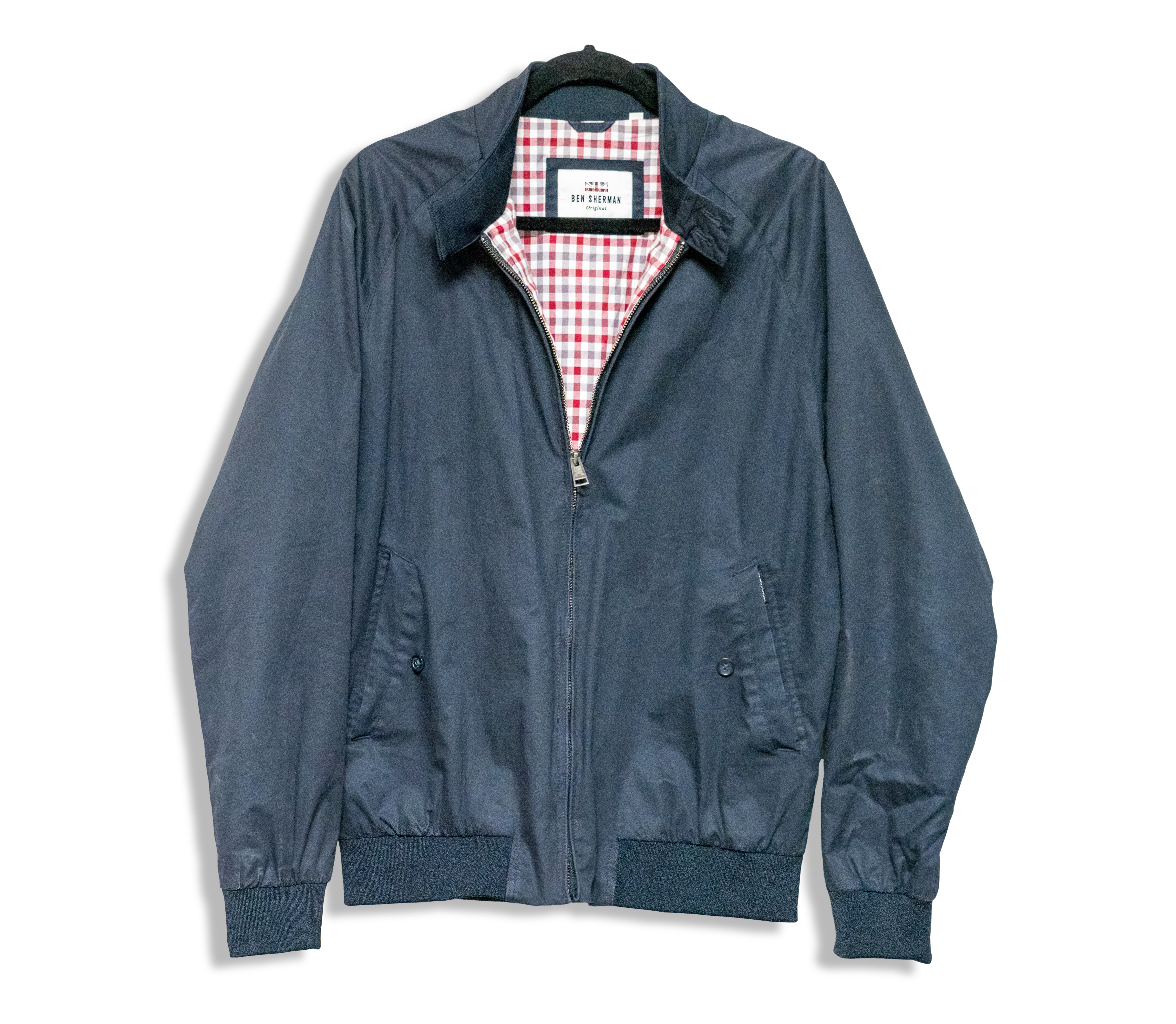
ベンシャーマン社のハリントンジャケット

ハリントンジャケット（英: Harrington jacket）は、ジャケットの一種である。バラクータ（Baracuta）のG9ジャケットがハリントンジャケットの代名詞として知られる。現在のジャンパーの原型となった。
軽量、長さはウエスト丈まで、素材は綿・ポリエステル・ウール・スエード・フリースで作られており、裏打ちはタータンチェックまたはチェック柄なのが伝統的なスタイルである。
日本ではスウィングトップと呼ばれるが、これはヴァンヂャケットの創作した和製英語で海外では通用しない。

## 来歴

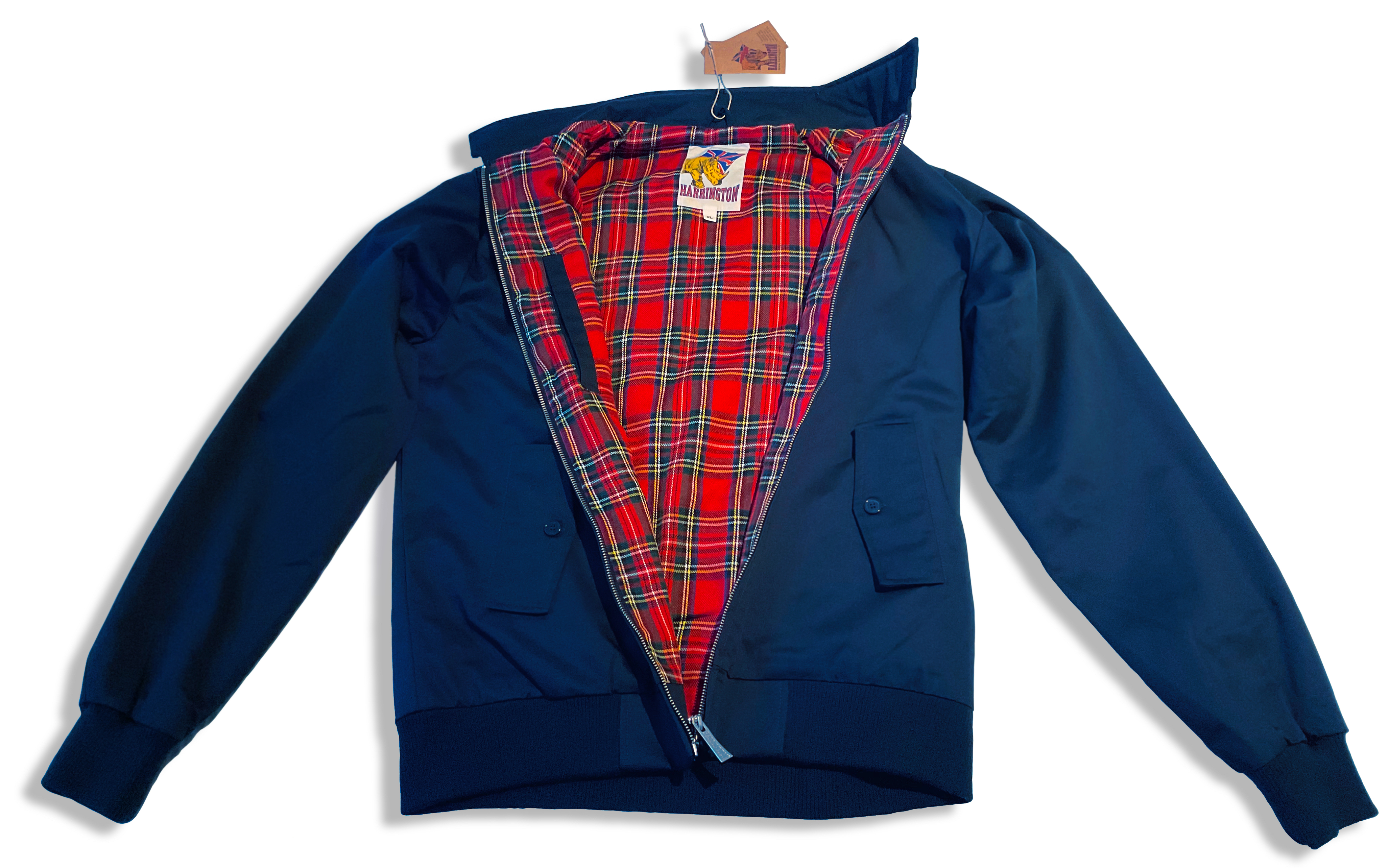
フランスのハリントン社のハリントンジャケット

最初のハリントンジャケットはバラクータが1930年代に製造したG9ジャケットである。ちなみにバラクータは2012年現在もG9ジャケットを製造している。G9ジャケットはエルヴィス・プレスリーが映画『闇に響く声』（1958年）で着ていたことから人気となった。「ハリントン」の名称は1960年代のドラマ『ペイトンプレイス物語』でライアン・オニールが演じた登場人物「ロドニー・ハリントン（英: Rodney Harrington）」に由来する。
1950年代のアメリカで流行したアイビールックと同様に、ハリントンジャケットは1960年代のイギリスでモッズとスキンヘッドたちの間で人気となった。その後、1970年代末から1980年代初期にかけてのモッズリバイバルの波に乗り、ハリントンジャケットが再び流行した。フレッド・ペリーやベンシャーマンのシャツとあわせて着るのがオシャレとされた。
バラクータ以外のメーカーとしては、イヴ・サン＝ローラン、ラルフローレン、ランブレッタ・クロージング、ブルックスブラザーズ、メルク・ロンドン、フレッド・ペリー、テスコ、Izod, ベンシャーマン、ラコステ、Lyle and Scott、ロンズデール、Warrior Clothing、などがある。
2007年にはバラクータがG9ジャケットの70周年を記念し、プレスリー、スティーブ・マックイーン、フランク・シナトラらの名言を裏打ちにプリントしたG9ジャケットのスペシャルモデルをリリースした。